# Er (chirilic)
Er (Р, р) este a optsprezecea literă a alfabetului chirilic. Este derivată din litera grecească rho. 
Litera reprezintă /r/. Când este urmată de o vocală palatalizantă, reprezintă /rʲ/.